# Élections législatives luxembourgeoises de 1968
Les élections législatives de 1968 (en luxembourgeois : Chamberwale vum 15. Dezember 1968 et en allemand : Kammerwahl vom 15. Dezember 1968) ont eu lieu le 15 décembre 1968 afin de désigner les cinquante-six députés de la législature 1969-1974 de la Chambre des députés du Luxembourg.

## Résultats

### Résultats nationaux
|                          |                                                |           |       |      |        |               |  |  |  |  |  |  |  |  |
| Partis                   | Partis                                         | Voix      | %     | +/-  | Sièges | +/-           |  |  |  |  |  |  |  |  |
|                          | Parti populaire chrétien-social (CSV)          | 915 944   | 35,27 | 1,99 | 21     | 1             |  |  |  |  |  |  |  |  |
|                          | Parti ouvrier socialiste luxembourgeois (LSAP) | 837 555   | 32,25 | 5,43 | 18     | 3             |  |  |  |  |  |  |  |  |
|                          | Parti démocratique (DP)                        | 430 262   | 16,57 | 5,99 | 11     | 5             |  |  |  |  |  |  |  |  |
|                          | Parti communiste luxembourgeois (KPL)          | 402 610   | 15,51 | 3,04 | 6      | 1             |  |  |  |  |  |  |  |  |
|                          | Parti de la solidarité nationale (PSN)         | 10 355    | 0,40  | 0,40 | 0      | Nv.           |  |  |  |  |  |  |  |  |
| Total des voix           | Total des voix                                 | 2 596 726 | 100   |      |        |               |  |  |  |  |  |  |  |  |
|                          |                                                |           |       |      |        |               |  |  |  |  |  |  |  |  |
| Votes valides            | Votes valides                                  | 160 184   | 93,91 |      |        |               |  |  |  |  |  |  |  |  |
| Votes blancs et nuls     | Votes blancs et nuls                           | 10 385    | 6,09  |      |        |               |  |  |  |  |  |  |  |  |
| Total                    | Total                                          | 170 569   | 100   | -    | 56     | en stagnation |  |  |  |  |  |  |  |  |
| Abstentions              | Abstentions                                    | 22 032    | 11,44 |      |        |               |  |  |  |  |  |  |  |  |
| Inscrits / Participation | Inscrits / Participation                       | 192 601   | 88,56 |      |        |               |  |  |  |  |  |  |  |  |

### Résultats par circonscription
| Sud Est Centre Nord |

| Circonscriptions         | Circonscriptions         | Sud       | Sud       | Sud    | Sud           | Est    | Est    | Est    | Est           | Centre  | Centre  | Centre | Centre        | Nord    | Nord    | Nord   | Nord          |
| ------------------------ | ------------------------ | --------- | --------- | ------ | ------------- | ------ | ------ | ------ | ------------- | ------- | ------- | ------ | ------------- | ------- | ------- | ------ | ------------- |
|                          |                          |           |           |        |               |        |        |        |               |         |         |        |               |         |         |        |               |
| Sièges                   | Sièges                   | 23        | 23        | 23     | en stagnation | 6      | 6      | 6      | en stagnation | 18      | 18      | 18     | en stagnation | 9       | 9       | 9      | en stagnation |
|                          |                          |           |           |        |               |        |        |        |               |         |         |        |               |         |         |        |               |
|                          |                          | Nombre    | Nombre    | %      | %             | Nombre | Nombre | %      | %             | Nombre  | Nombre  | %      | %             | Nombre  | Nombre  | %      | %             |
| Total des voix           | Total des voix           | 1 383 901 | 1 383 901 | 100,00 | 100,00        | 98 666 | 98 666 | 100,00 | 100,00        | 892 588 | 892 588 | 100,00 | 100,00        | 221 571 | 221 571 | 100,00 | 100,00        |
| Valides                  | Valides                  | 64 017    | 64 017    | 93,86  | 93,86         | 17 355 | 17 355 | 93,62  | 93,62         | 52 657  | 52 657  | 94,01  | 94,01         | 26 155  | 26 155  | 94,05  | 94,05         |
| Blancs et nuls           | Blancs et nuls           | 4 190     | 4 190     | 6,14   | 6,14          | 1 183  | 1 183  | 6,38   | 6,38          | 3 357   | 3 357   | 5,99   | 5,99          | 1 655   | 1 655   | 5,95   | 5,95          |
| Votants                  | Votants                  | 68 207    | 68 207    | 100,00 | 100,00        | 18 538 | 18 538 | 100,00 | 100,00        | 56 014  | 56 014  | 100,00 | 100,00        | 27 810  | 27 810  | 100,00 | 100,00        |
| Abstentions              | Abstentions              | 7 443     | 7 443     | 9,84   | 9,84          | 2 869  | 2 869  | 13,40  | 13,40         | 7 493   | 7 493   | 11,80  | 11,80         | 4 227   | 4 227   | 13,19  | 13,19         |
| Inscrits / Participation | Inscrits / Participation | 75 650    | 75 650    | 90,16  | 90,16         | 21 407 | 21 407 | 86,60  | 86,60         | 63 507  | 63 507  | 88,20  | 88,20         | 32 037  | 32 037  | 86,81  | 86,81         |
|                          |                          |           |           |        |               |        |        |        |               |         |         |        |               |         |         |        |               |
| Partis                   | Partis                   | Voix      | %         | Sièges | +/−           | Voix   | %      | Sièges | +/−           | Voix    | %       | Sièges | +/−           | Voix    | %       | Sièges | +/−           |
|                          | CSV                      | 440 124   | 31,80     | 7      | en stagnation | 46 959 | 47,59  | 3      | en stagnation | 326 056 | 36,53   | 7      | en stagnation | 102 805 | 46,40   | 4      | 1             |
|                          | LSAP                     | 495 690   | 35,82     | 9      | 1             | 22 400 | 22,70  | 1      | 1             | 252 839 | 28,33   | 5      | 1             | 66 626  | 30,07   | 3      | en stagnation |
|                          | DP                       | 139 350   | 10,07     | 2      | 1             | 23 584 | 23,90  | 2      | 1             | 224 919 | 25,20   | 5      | 2             | 42 409  | 19,14   | 2      | 1             |
|                          | KPL                      | 304 487   | 22,00     | 5      | 1             | 5 018  | 5,09   | 0      | en stagnation | 84 056  | 9,42    | 1      | en stagnation | 9 049   | 4,08    | 0      | en stagnation |
|                          | PSN                      | 4 250     | 0,31      | 0      | Nv            | 705    | 0,72   | 0      | Nv            | 4 718   | 0,53    | 0      | Nv            | 682     | 0,31    | 0      | Nv            |

### Composition de la Chambre des députés
| Sud | Est | Centre | Nord |
| --- | --- | --- | --- |
| 1. Albert Berchem (DP) 2. Bernard Berg (LSAP) 3. René Bürger (CSV) 4. Jean Dupong (CSV) 5. Romain Fandel (LSAP) 6. Marcel Flammang (KPL) 7. Jean Fohrmann (LSAP) 8. Jean-Pierre Glesener (CSV) 9. Joseph Grandgenet (KPL) 10. René Hartmann (LSAP) 11. Antoine Krier (LSAP) 12. Roger Krier (LSAP) 13. Joseph Lucius (CSV) 14. Astrid Lulling (LSAP) 15. René Mart (DP) 16. Dominique Meis (KPL) 17. Pierre Rumé (CSV) 18. Roger Schleimer (LSAP) 19. Jean Spautz (CSV) 20. Dominique Urbany (KPL) 21. Arthur Useldinger (KPL) 22. Raymond Vouel (LSAP) 23. Jean Wolter (CSV) | 1. Jean-Pierre Büchler (CSV) 2. Ali Duhr (CSV) 3. Fernand Kons (CSV) 4. Georges Hurt (LSAP) 5. Robert Schaffner (DP) 6. Charles Wagner (DP) | 1. Tony Biever (CSV) 2. Léon Bollendorff (CSV) 3. René Vanden Bulcke (LSAP) 4. Paul Elvinger (DP) 5. Pierre Grégoire (CSV) 6. Jean Hamilius (DP) 7. René Hengel (LSAP) 8. Madeleine Frieden-Kinnen (CSV) 9. Georges Margue (CSV) 10. Nicolas Mosar (CSV) 11. Camille Polfer (DP) 12. Eugène Schaus (DP) 13. Gaston Thorn (DP) 14. Dominique Urbany (KPL) 15. Antoine Wehenkel (LSAP) 16. Pierre Werner (CSV) 17. Paul Wilwertz (LSAP) 18. Joseph Wohlfart (LSAP) | 1. Victor Abens (LSAP) 2. Jean-Pierre Büchler (CSV) 3. Henry Cravatte (LSAP) 4. Henri Diederich (DP) 5. Emile Gerson (CSV) 6. Frankie Hansen (LSAP) 7. Camille Ney (CSV) 8. Alex Wantz (DP) 9. Jean Winkin (CSV) |